# بروس جون
بروس جون (بالإنجليزية: Bruce John)‏ (20 يوليو 1937 في أستراليا - ) هو لاعب كريكت أسترالي. لعب مع فريق تسمانيا للكريكت.

## وصلات خارجية
- بروس جون على موقع إي آس بي آن كريك إنفو (الإنجليزية)